# Poecilmitis lycia
Poecilmitis lycia är en fjärilsart som beskrevs av Riley 1938. Poecilmitis lycia ingår i släktet Poecilmitis och familjen juvelvingar. Inga underarter finns listade i Catalogue of Life.